# Algar da Bagacina
O Algar da Bagacina é uma gruta portuguesa localizada na freguesia da Candelária, concelho da Madalena do Pico ilha do Pico, arquipélago dos Açores.
Esta cavidade apresenta uma geomorfologia de origem vulcânica em formato de tubo de lava tendo cerca de 55 m. de comprimento.